# 人2
人2（7月4日—）是台湾的網路插畫、漫畫家。时事图文部落格团主，喜欢植田正志漫畫作品，用notebook完成作品，很喜欢一句话“努力不一定成功，但成功一定要努力。”台南人，有两妹妹，设计学院毕业。

## 抄袭争议
他曾因為多篇插圖涉嫌抄襲，被數十名網路畫家同聲抵制。同時除了盜哏，有時直接描圖。虽然有道歉，但是每次道歉後的抄襲爭議沒停過。不过也有支持的粉絲認為，遭指控抄襲的作品已经有改編，不算盜圖。

## 作品
《就當人2吧！即使含着免洗湯匙出生，也要笑着活下去！》，如何出版社，2015年，ISBN 978-9861364414